# Einar Critén
Einar Critén, född 30 maj 1947 i Karlskrona, är en svensk målare.
Critén började måla redan i sin ungdom. Till en början var måleriet naturalistiskt och har mer och mer övergått till en abstrakt form. Han har senare studerat konst i Nordamerika och på Kuba. Bland hans offentliga uppdrag märks utsmyckningar i Peru och Nordamerika. Hans konst består huvudsakligen av naturmålningar i olika tekniker. Critén är representerad i några kommunala samlingar. Critén är ordförande i Resande Romers Riksorganisation. 